# 科胡特佩克

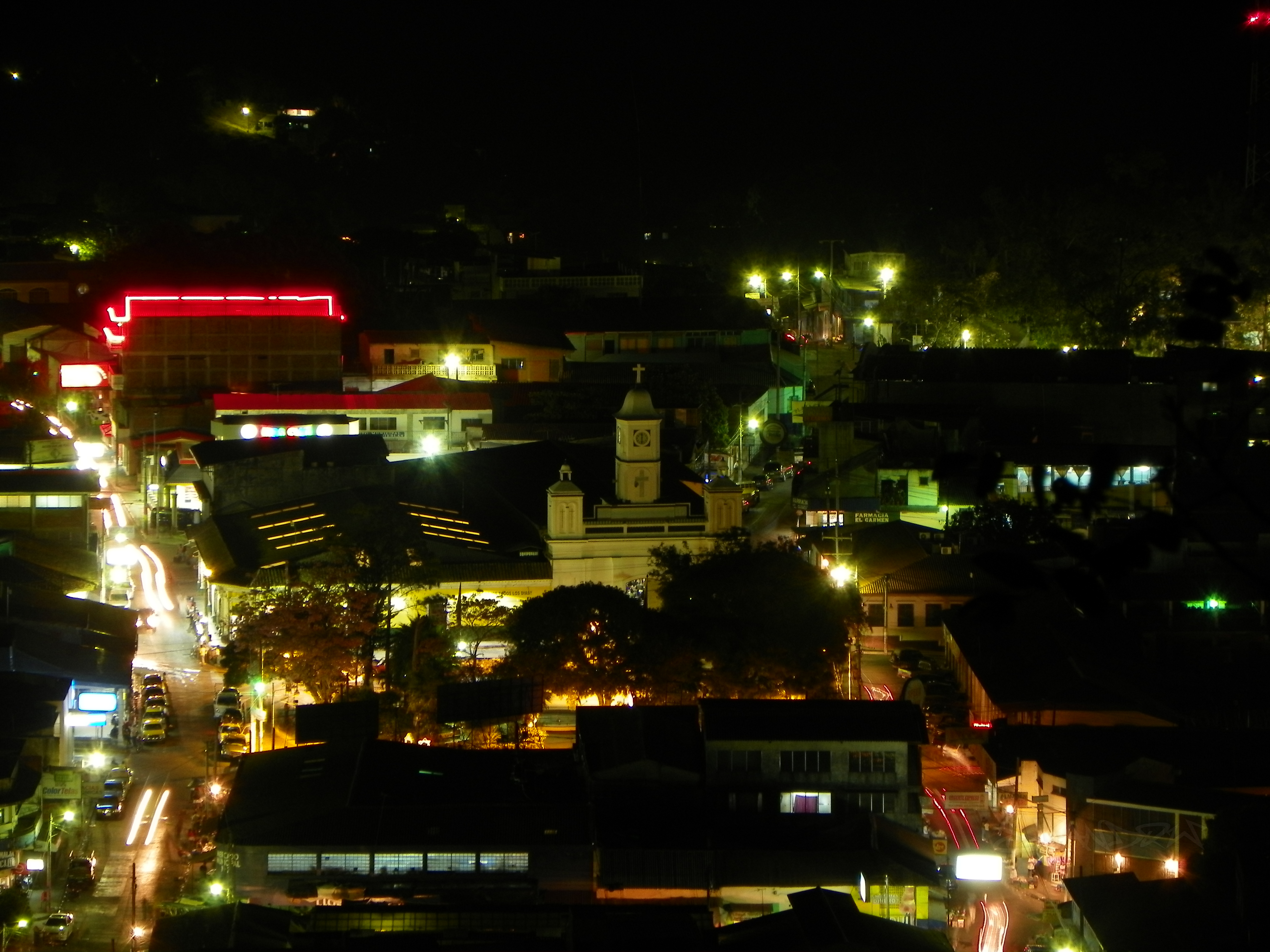

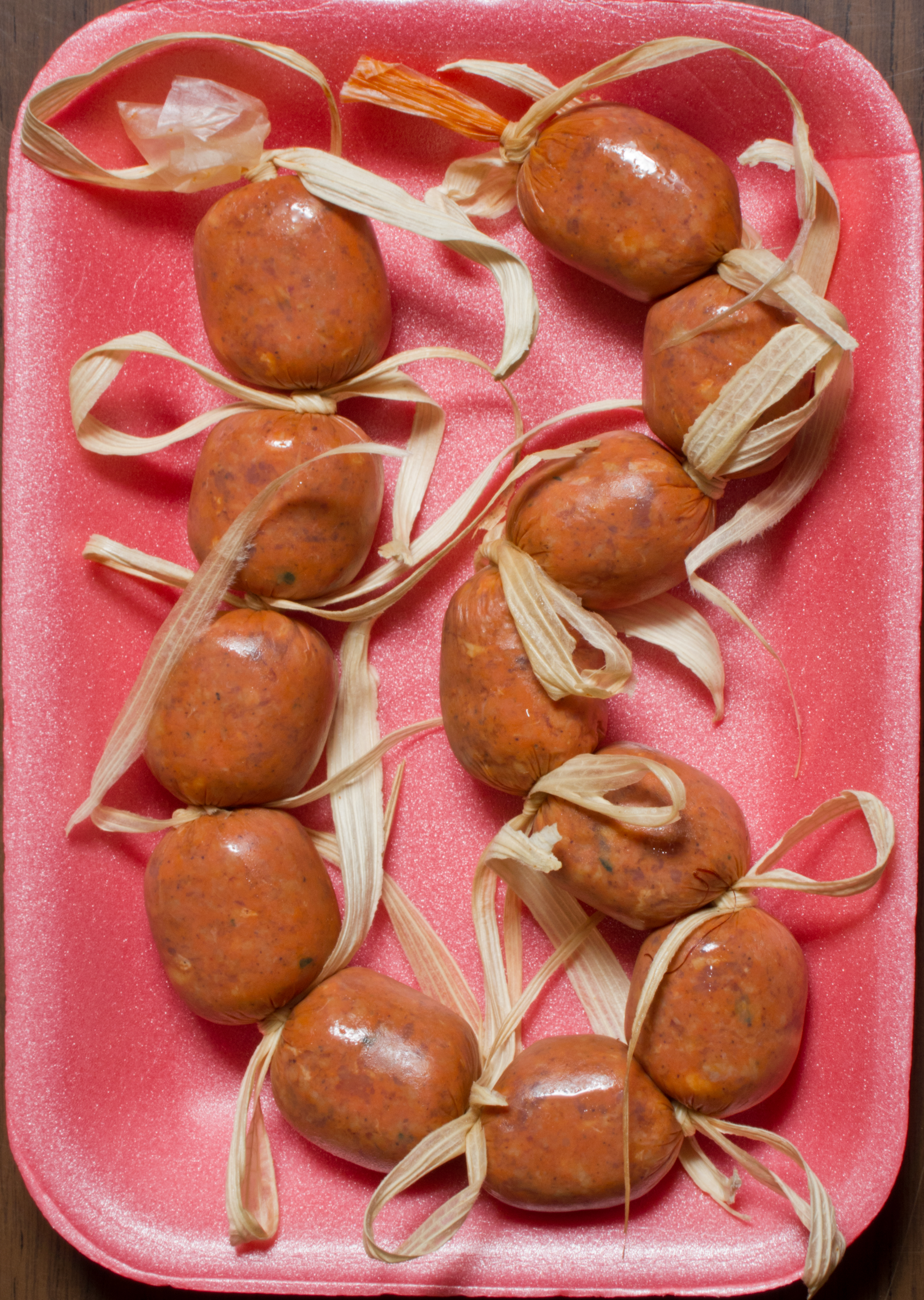

科胡特佩克（西班牙語：Cojutepeque），是薩爾瓦多的城鎮，位於該國中部，由庫斯卡特蘭省負責管轄，面積31.43平方公里，海拔高度853米，2007年人口50,315，人口密度每平方公里1,600.86人。